# Dendrobium subuliferum
Dendrobium subuliferum är en orkidéart som beskrevs av Johannes Jacobus Smith. Dendrobium subuliferum ingår i släktet Dendrobium, och familjen orkidéer. Inga underarter finns listade i Catalogue of Life.